# Pytlácká bitva u Stožce
Pytlácká bitva u Stožce byla několikadenním ozbrojeným střetem mezi lesníky Schwarzenberského panství a několika desítkami vojáků rakouské finanční stráže a skupinou celkem asi čtyřiceti bavorských pytláků u česko-bavorské hranice. Odehrála se ve dnech 21. a 23. února 1850 v okolí obce Stožec nedaleko Prachatic v pohoří Šumavy a vyžádala si několik mrtvých a zraněných. Střet je připomínán jako největší tzv. pytlácká bitva, tedy srážka loupežných lovců zvěře s ochránci panských revírů, na území Evropy. 

## Pozadí
Pytlačení zvěře či dřeva na panských pozemcích bylo poměrně častým a široce zaznamenávaným jevem. Jen v šumavských lesích, spadajících do panství rodu Schwarzenbergů, byla od počátku 18. století zaznamenána řada případů pytláků, kteří vedle krádeží byli schopni ozbrojeného odporu a nezřídka se ve skupinách střelecky střetávali s lesníky či příslušníky finanční stráže (celníky), což mělo za následek mrtvé a zraněné. K nejvýraznějším akcím v Čechách došlo především v česko-bavorském a česko-rakouském pohraničí, kde organizované tlupy pytláků, pocházející většinou z panství Wolfstein a Jandelsbrunn, od 40. let 19. století pronikaly z důvodu nejasného vymezení hranic až dvacet kilometrů hluboko do vnitrozemí, kde se vedle loupeží zejména zde početné vysoké zvěře uchylovali též k útokům na lesníky či násilí na zdejším obyvatelstvu.

## Průběh střetnutí
K vůbec největšímu střetnutí pytlácké skupiny s rakouskými lesníky a vojáky došlo začátkem roku 1850. 21. února ulovila pytlácká skupina z bavorského Lackenhäuseru na území Schwarzenberského panství nedaleko Stožce srnce, kterého zde zanechala, aby jej později odnesla s dalšími úlovky za hranice. Toho nalezl zdejší domkář z obce Nové Údolí, který uslyšel výstřel. Srnce naložil na sáňky a po zasněženém terénu jej dovezl do Stožce, kde zabité zvíře nahlásil v místních kasárnách finanční stráže. Poté, co pytláci úlovek na místě nenalezli, vydali se po stopách saní a zvířecí krve ke Stožci. Následně vyslali posla se zprávou, že nebude-li zvěř vydána, domůžou se jí silou. K vydání úlovku nedošlo, rozpoutala se pak přestřelka mezi pytláky a revírním lesníkem s jistým počtem vojáků či celníků. Jejím výsledkem bylo zabití jednoho z Bavorů a zranění dalších tří. 
Pytláci se pak stáhli za bavorskou hranici i se dvěma zraněnými, třetí z nich byl zatčen a dopraven do kasáren finanční stráže ve Stožci. Z obavy o opakování útoku s pokusem svého druha osvobodit byl za silného vojenského doprovodu transportován do Českých Žlebů, aby byl posléze souzen u vimperského soudu. 
V noci 23. února se pak skutečně skupina čítající asi 35 bavorských pytláků pokusila za tmy zaútočit na jednopatrovou dřevěnou budovu kasáren finanční stráže ve Stožci, ve víře přivedení zpět zajatého druha. Pětačtyřicet celníků se jim postavilo na odpor a v kasárnách se zabarikádovali. Po intenzivní přestřelce byli Bavorové zahnáni na ústup. Tři z nich byli pak smrtelně zraněni, řada z nich pak lehce. Na rakouské straně je zaznamenáno sedm lehce zraněných.

## Hodnocení bitvy
V pozdějších letech pak ozbrojená činnost pytláků ustávala, nadále však v pohraničí přetrvával fenomén pašeráctví, který ovšem nevyvolával ozbrojené potyčky tak často. Střet u Stožce je pro svůj rozsah i délku průběhu připomínán jako největší pašerácká bitva v Evropě. O události informoval též dobový tisk. 
Při přestavbě dřevostavby kasáren na budovu penzionu Pstruh ve 30. letech 20. století byla v trámech a zdech nalezena řada projektilů svědčící o prudkém boji. 
Stožecký pytlácký střet, svým rozsahem a délkou splňující kritéria bitvy, zároveň nebyl svého druhu ojedinělým jevem: např. rozsáhlá pytlácká bitva se odehrála 14. března 1919 mezi pytláky a lesníky u rakouského městečka Molln.